# 張允捷
張允捷（16世紀—17世紀），字本顯，號仲白，山東登州府萊陽縣人，明朝、南明政治人物。

## 生平
張允捷是濟南府訓導張必達之孫，張弘度之子，叔父張弘德和弟弟張允掄都是進士。張允捷在崇禎九年（1636年）中舉人，次年（1637年）聯捷進士；觀政期間同年登科者都盛裝穿著，他卻寧願穿冠服，也不向弟弟借錢買新衣。之後授榆次知縣，為政崇尚寬和，處理案件會再三鞫審才決斷；崇禎十二年（1639年）任順天府永清縣知縣，十四年陞刑部貴州司主事，十五年升陕西司郎中，十六年丁憂。
隆武年間，再陞郎中，時局動蕩，憂憤而死。

## 家族
曾祖张起凤，恩贡；祖张必逹，贡生、教谕；父张弘度，增生。弟張允掄，字并書，崇禎七年進士。

## 引用
1. 1 2  康熙《萊陽縣志·卷八·人物志》：（張）允捷 號仲白，弘度次子，登丁丑第。觀政時同年多盛衣飾僕馬，公獨冠服徒行道上；即胞弟允掄時以進士為戶曹郎在都，公亦不敢妄貸一錢。除榆次令，為政尚寬和，訟獄鞫審再三方決斷，稱無枉，歷陞刑部主事，以國亂殷憂卒。
2. ↑  康熙《萊陽縣志·卷六·貢舉志》：崇禎……張允捷 必達孫，丙子科九名亞魁，詳進士
3. ↑  《崇祯十年丁丑科进士三代履历》：张允捷，曾祖起凤，恩贡；祖必逹，贡生、教谕；父弘度，增生。本顕，书一房，丁未九月初六日生，莱阳县人，丙子九名，会一百九十一名，三甲五十七名，吏部观政，本年六月授山西榆次知县，纪录二次，己卯本省同考，调永清知县，辛巳升刑部貴州司主事，壬午升陕西司郎中，癸未丁憂。
4. ↑  （清）周震榮修，《永清縣志·第十五》
5. ↑  錢海岳《南明史·卷四十八·列傳第二十四》：張允掄，字并書，萊陽人。崇禎七年進士。……兄允捷，崇禎十年進士，歷榆次知縣、刑部主事、郎中。憂憤死。